# Первоцвет Флоринды
Первоцвет Флоринды или примула Флоринды (лат. Primula florindae) — многолетнее травянистое растение, вид рода Первоцвет (Primula). Оно происходит с юго-востока Тибета, где растёт в больших количествах возле рек. Высокодекоративное садовое растение, в культуре с 1926 года.

## Этимология
Вид был впервые описан в 1924 году английским ботаником Фрэнком Кингдон-Уордом (1885—1958), который назвал его в честь своей жены Флоринды.

## Описание

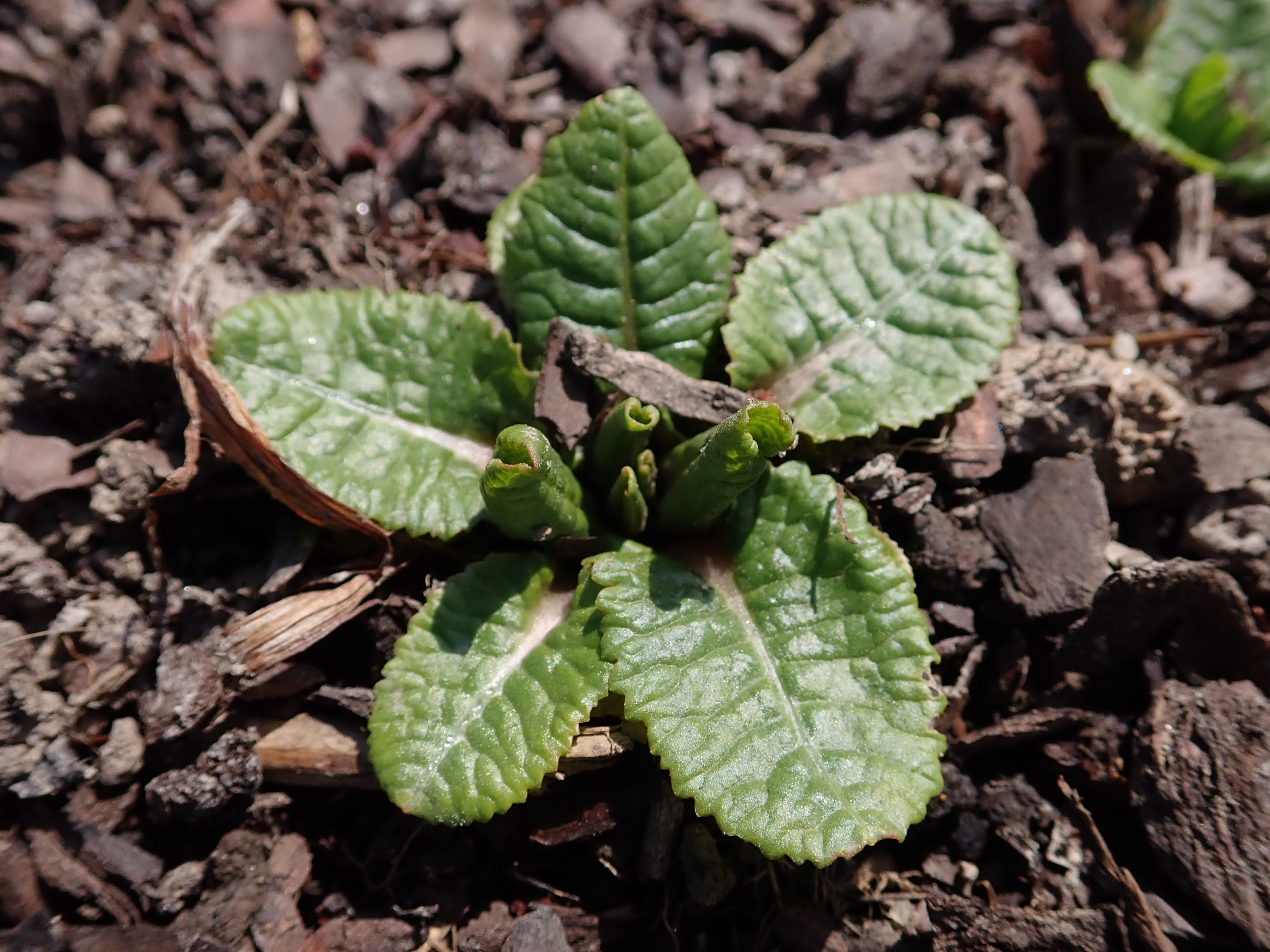
Розетка молодых листьев

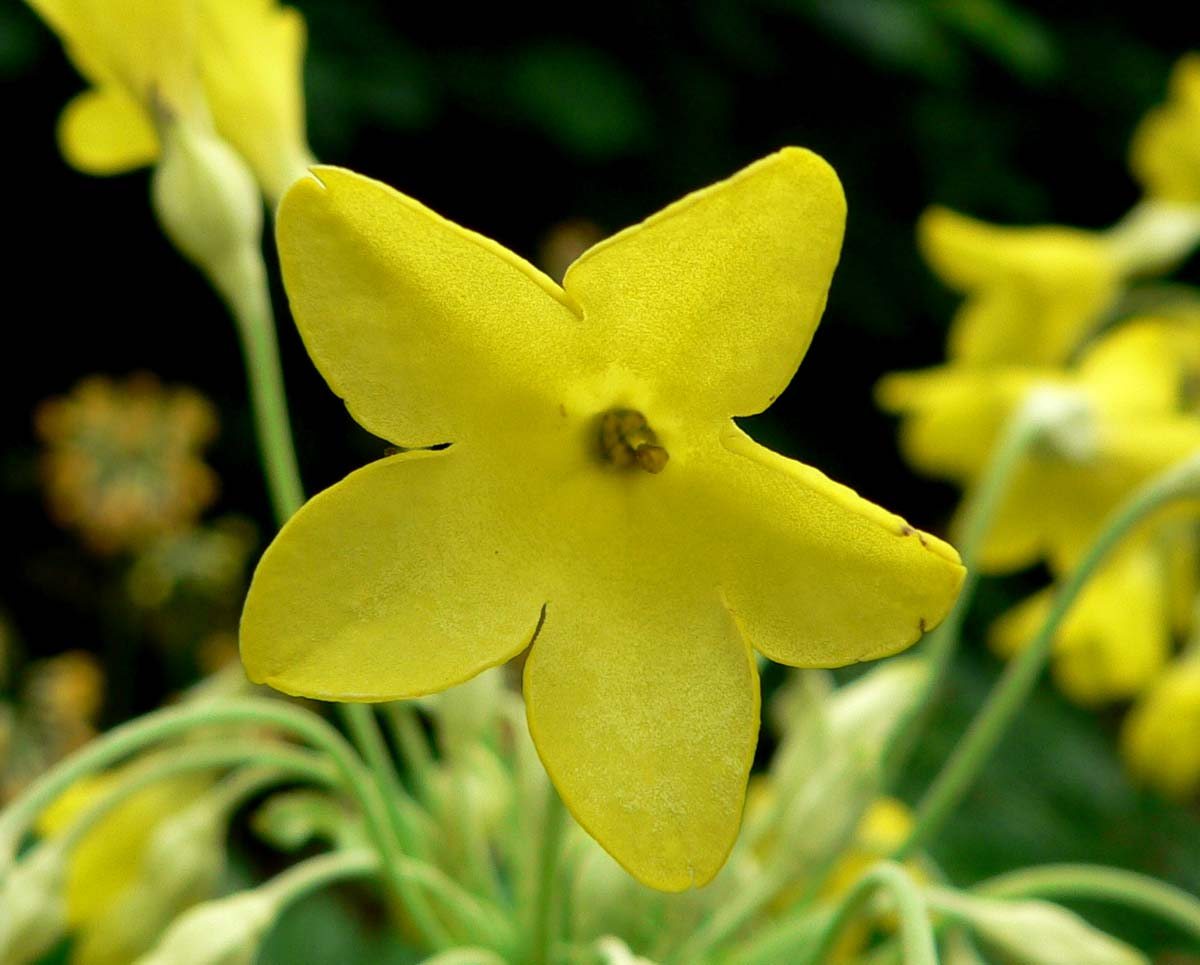
Цветок крупно

Многолетнее мощное травянистое растение. Самый высокорослый вид рода первоцвет (Primula): достигает высоты до 1,4 м. Внешне напоминает Primula sikkimensis, отличаясь более широкими листьями, не переходящими в черешок постепенно, как у последней.
Листья округлые или сердцевидные или широко яйцевидно-продолговатые, диаметром 5–25 см, по краю зубчатые, со слегка оттянутыми в остроконечие зубцами, мягкие, тонкие, слегка морщинистые, сверху светло-зелёные, блестящие, собраны в прикорневую розетку. Верхняя поверхность листа голая, нижняя —  редко покрыта мелкими железками. Верхушка листа округлая. Край листа с водоотделительными (гидатодными) зубцами. Черешки длиной 3–30 см, мощные, крылатые, часто с красноватым оттенком, у основания расширенные.
Цветки колокольчатые, жёлтые (в культуре встречаются также оранжевые и красные формы), покрыты беловатым мучнистым налётом, собраны в рыхлые зонтики по 20–40 штук. В начале цветения направлены вверх, позже поникают или повисают. Обладают слабым ароматом, напоминающим мускатный орех. Цветоносы длинные и тонкие, но прочные, голые или покрыты к верхушке мучнистым налётом, достигают высоты 90–120 см. Цветоножки длиной 2,5–10 см, тонкие, сначала направлены вверх, затем поникают, как и сами цветки; густо покрыты мучнистым налётом, зеленовато-белые. Листочки обёртки длиной около 2,5 см, продолговатые или широколанцетные, часто зубчатые у верхушки, вздутые у основания. Чашечка длиной 0,8 см, ширококолокольчатая, густо покрытая желтоватым мучнистым налётом, рассечена примерно на 1/3, слабо выраженные 5 жилок; зубцы треугольные, с острым кончиком. Венчик 2 см диаметром, серно-жёлтый, часто становящийся зеленоватым при высыхании, трубка воронковидно-расширенная кверху, покрытая мучнистым налетом, отгиб широковоронковидный, внутри обильно покрытый кремовым мучнистым налетом, лопасти отгиба широкообратнояйцевидные до почти округлых, тупые, цельнокрайние. Цветки разностолбчатые (гетеростильные):
- пестичные цветки: трубка венчика немного длиннее чашечки; тычинки примерно на 2,5 мм выше основания трубки венчика; столбик примерно такой же длины, как трубка, или слегка выступает.
- тычиночные цветки: трубка венчика примерно в 2 раза длиннее чашечки; тычинки ближе к вершине трубки венчика; столбик около 1,5 мм.

Цветёт с июня по август. Опыляется пчёлами.
Плод — цилиндрическая коробочка, немного длиннее чашечки.
Хромосомное число: 2n = 22.

## Ареал и места обитания

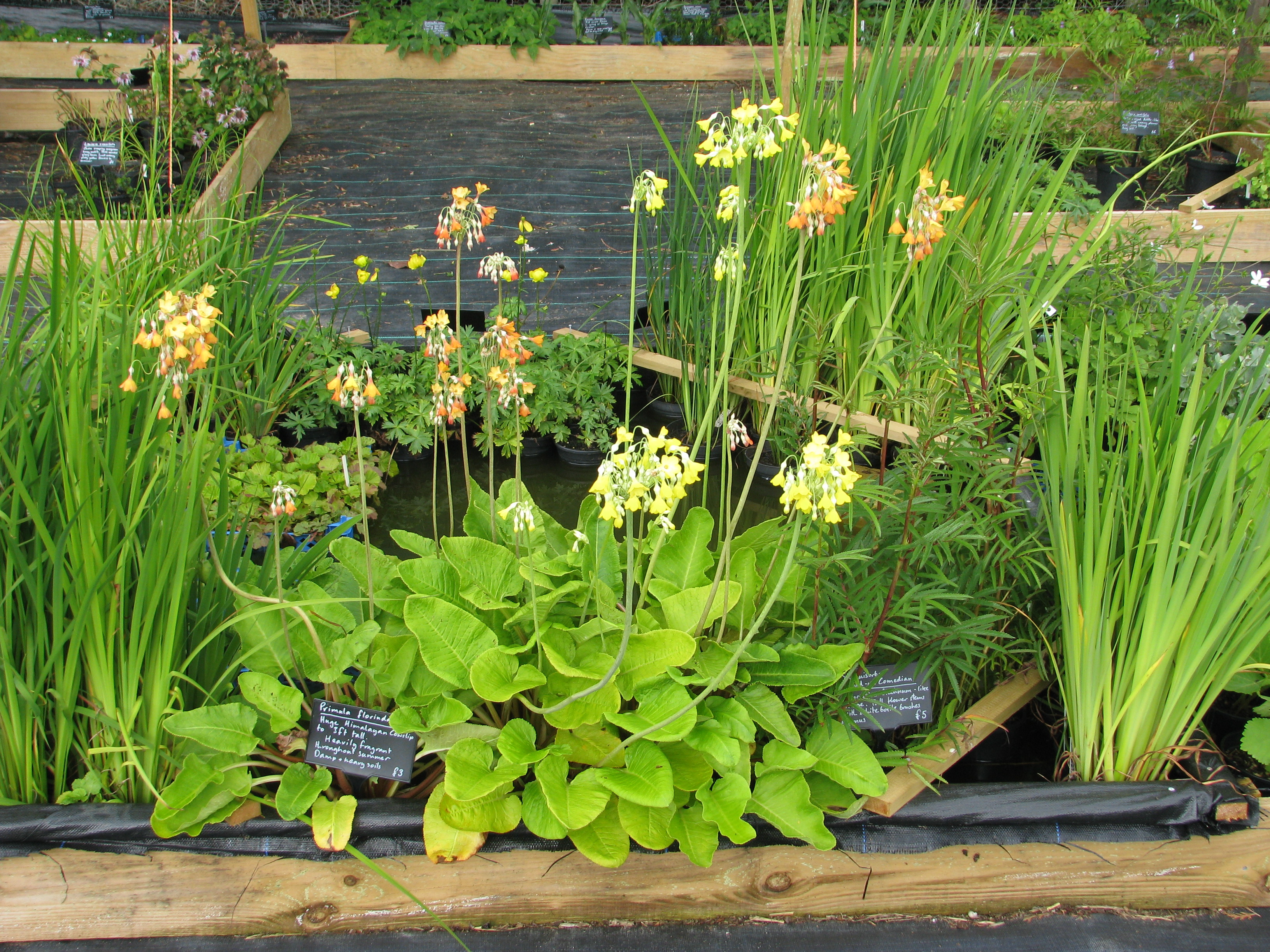
Растение в цветущем состоянии, выставленное на продажу в садовом центре вместе с другими влаголюбивыми декоративными растениями

Произрастает на юго-востоке Тибета, в бассейне реки Цангпо, от Цари до Пачакшири, преимущественно на гравийных отмелях и заливных лугах на высоте около 4000 м. Может расти на мелководье.

## Применение и выращивание
Культивируется как декоративное садовое растение. Лучше всего растёт во влажных и кислых условиях, его естественная среда обитания — поймы рек. Используется для декорирования берегов водоемов и сырых тенистых мест.
Морозостоек до минус 23 °C. Оно устойчиво к холоду, пока его корни достаточно влажные. Агрессивно распространяется во влажных почвах и подходит только для очень больших и диких садов, берегов озёр и т.п. В маленьких садах необходимо тщательно удалять отцветшие соцветия, иначе она вытеснит другие болотные примулы.
Красные и оранжевые формы возникли в результате гибридизации с Primula alpicola var. violacea и, возможно, другими видами. Воспроизводится семенами.